# Nicola Francesco Haym

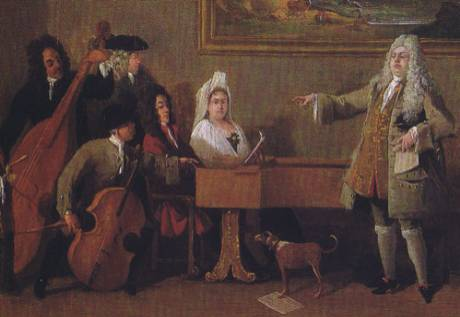
Prova di un'opera. Dipinto di Marco Ricci, 1709 ca. Nicola Francesco Haym al clavicembalo.

Nicola Francesco Haym (Roma, 6 luglio 1678 – Londra, 31 luglio 1729) è stato un compositore, violoncellista, librettista e impresario italiano.

## Biografia
Discendente da una famiglia di origine tedesca, dal 1694 all'agosto del 1700 prestò servizio come violoncellista con il fratello Giovanni Antonio Haym nell'orchestra del cardinale Pietro Ottoboni a Roma, guidata da Arcangelo Corelli. Ivi nel 1699 compose due oratori e, su commissione, una cantata italiana.
Nel 1700 si recò a Londra con il violinista Nicola Cosimi, dove dal 1701 al 1711 operò come maestro della musica da camera al servizio di Wriothesley Russell, II Duca di Bedford. Dal 1705-'06 Haym assieme a Thomas Clayton (compositore di Arsinoe, regina di Cipro, la prima opera in stile italiano rappresentata a Londra nel Theatre Royal Drury Lane il 16 gennaio 1705 con Catherine Tofts nel ruolo principale) e Charles Dieupart iniziò a mettere in scena svariate opere italiane riadattate per il testo in inglese, come Camilla (1706) ed Etearco (1711) di Giovanni Bononcini e Pirro e Demetrio (1708) di Alessandro Scarlatti, sempre al Drury Lane.
Nel 1713 entrò in rapporto con Georg Friedrich Händel occupando la posizione di segretario della Royal Academy of Music e svolgendo l'attività di librettista. Infatti fino al 1728 scrisse svariati libretti d'opera per essere musicati dal grande compositore sassone, come Teseo, Radamisto, Giulio Cesare, Tamerlano e Rodelinda.
Fino a poco tempo fa Haym veniva ricordato quasi esclusivamente per la sua attività librettistica. Solo negli ultimi anni alcune delle sue composizioni musicali sono state portate all'ascolto del grande pubblico.
Haym fu anche un numismatico ed il suo libro scritto negli anni 1719-20 Del tesoro britannico parte prima è stato il primo libro di monete antiche pubblicato in inglese. il libro presenta sia il testo inglese che quello in italiano. Fu anche bibliografo e nel 1726 compilò la Notizia de' libri rari nella lingua italiana che abbe un discreto successo, infatti venne ristampata in Italia fino al 1803. Tra le opere censite anche il saggio Miscellaneo matematico di Marco Galli.

## Lavori

### Opere
Tutte le opere di Haym sono solamente riadattamenti per il testo in lingua inglese.
- Camilla (da Giovanni Bononcini: Il trionfo di Camilla, 1706, Londra).
- Pyrrhus and Demetrius (da Alessandro Scarlatti: Pirro e Demetrio, 1708, Londra).
- Etearco (da Giovanni Bononcini: Etearco, 1711, Londra).
- Dorinda (da Carlo Francesco Pollarolo: La fede riconosciuta, 1712, Londra).
- Creso, re di Lidia (da Girolamo Polani: Creso tolto a le fiamme, 1714, Londra).
- Lucio Vero, imperatore di Roma (da Tomaso Albinoni: Lucio Vero, 1715, Londra).

### Altri lavori vocali
- Il reciproc'amore di Tirsi e Clori (serenata per soprano, contralto, archi e basso continuo).
- Alma non ho di pietra (cantata).
- Aprimi il petto amore (cantata per contralto e basso continuo).
- Belle spiagge latine (cantata per una voce e basso continuo).
- È qual invido velo (cantata per soprano, 2 flauti e basso continuo).
- Lontan dall'idol mio (cantata per soprano, 2 violini e basso continuo).
- Mentre in tacito orrore (cantata per una voce e basso continuo).
- Se sto lungi (cantata).
- Se tiranno il bendato bambin (cantata per soprano e basso continuo).
- Ode of Discord (cantata per basso, 2 violini e basso continuo).

### Lavori sacri
- David sponsae restitutus (oratorio, libretto di Francesco Posterla, Roma, 1699). - testo)
- I due luminari del Tebro (oratorio, libretto di A. Spagna, Roma, 1700).
- Servizio per la settimana santa (1700).
- Ad arma mortales (mottetto, 1700).
- 6 inni per canoni (1716).
- O Lord our governour per soprano, 2 violini, viola e basso continuo.
- The earth is the Lord's per soprano, 2 violini, viola e basso continuo.
- The Lord si the King per soprano, oboe, violino solo, 2 violini e basso continuo.
- O praise the lord in his holiness per soprano, oboe, flauto, violino solo, violoncello solo, 2 violini e basso continuo.
- Have mercy upon me, O God per soprano e 2 bassi con flauto, 2 violini e basso continuo.
- A sing unto the Lord a new song per soprano e basso con flauto, violino solo, violone solo, 2 violini e basso continuo.

### Lavori strumentali
- 12 sonate a tre, per 2 violini e violone o cembalo, op. 1.
- 12 Sonate a tre, per 2 violini e flauti o violoncelli e basso continuo, op. 2.
- Nuova sonata per 2 flauti.
- 4 sonate da camera per flauto traverso o oboe o violino e basso continuo, tratte da 6 Sonate da Camera a Flauto Traversa, Hautbois, o Violino Solo di Nicola Francesco Haim Romano e M. Bitti.
- 6 sonate da camera per flauto traverso od oboe o violino.

### Libretti
Tutti i libretti d'opera sono stati musicati da Georg Friedrich Händel.
- Giulio Cesare.
- Flavio.
- Ottone.
- Radamisto.
- Rodelinda, regina de' Longobardi (in collaborazione con Antonio Salvi).
- Siroe.
- Tamerlano (in collaborazione con Agostino Piovene).
- Teseo.
- Tolomeo.

## Discografia
- Nicola Francesco Haym: Complete Sonatas - ISBN 0895795035.